# Xenon
Xenonul este un element chimic cu simbolul chimic Xe și cu numărul atomic egal cu 54. Este un gaz nobil, incolor, greu, fiind găsit în atmosfera Terrei în cantități mici. Deși, ca toate gazele nobile, xenonul este inert din punct de vedere chimic, între atomii acestuia și atomii altor elemente chimice pot exista reacții chimice, cum ar fi reacția de formare a hexafluoroplatinatul de xenon; acesta a fost primul compus sintetizat al unui gaz nobil.
Ocurența naturală a xenonului este reprezentată de opt izotopi stabili. Însă, mai există, ca la toate elementele, și izotopi instabili sau radioactivi; xenonul are peste 40 de izotopi instabili, care se dezintegrează radioactiv. Procentul și vechimea fiecărui izotop de xenon îi ajută pe oamenii de știință să afle cum a apărut și cât de vechi este Sistemul nostru solar. Izotopul radioactiv 135Xe este produs de către 135I, ca rezultat al fuziunii nucleare; 
Xenonul este utilizat, în principal, la blițuri și lămpi cu descărcare în gaze  , deși poate fi și un bun anestezic.
La fabricarea primului laser s-a folosit molecula diatomică a xenonului, Xe2.

## Istoric

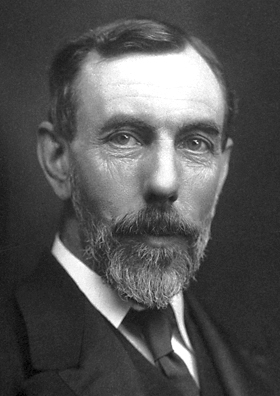
Sir William Ramsay

Xenonul a fost descoperit în Anglia de către chimistul scoțian William Ramsay și de către chimistul Morris Travers pe data de 12 iulie 1898, adică la puțin timp după ce aceleași personaje au descoperit alte două gaze rare similare, anume kripton și neon. Aceștia au găsit elementul nou în reziduurile provenite din componentele evaporate ale aerului lichid. 
Ramsay a sugerat numele de xenon pentru gazul tocmai descoperit după grecescul ξένον (xenon), singularul neutru de la forma ξένος (xenos), care înseamnă străin sau straniu. În 1902, Ramsay a estimat proporția în care xenonul se găsește în atmosfera Pământului la aproximativ o parte la 20 de milioane.
În decursul anilor 30', inginerul american Harold Edgerton a început să studieze tehnologia luminii stroboscopice pentru fotografiile cu timp mic de expunere. Aceste studii au condus la inventarea blițul cu neon, în care lumina este generată prin transmiterea unui scurt curent electric într-un tub de sticlă umplut cu xenon gazos. În 1934, Edgerton a reușit să genereze flash-uri cu durata de o microsecundă cu această nouă metodă inventată de el.
În 1939, fizicianul americann Albert R. Behnke Jr. a început să exploreze cauzele beției scufundătorilor. Acesta a testat efectele modificării amestecului de gaze pentru respirație asupra scufundătorilor și a descoperit că acest lucru face ca scufundătorii să o perceapă ca o modificare a adâncimii. Datorită acestor rezultate, acesta a dedus faptul că gazul xenon poate deservi ca anestezic. În ciuda faptelor că toxicologistul rus Nikolay V. Lazarev a studiat aparent anestezia produsă de xenonul gazos în jurul anilor 1941, primul raport pe aceeași temă a fost publicat prima oară în 1946, de către cercetătorul medical John H. Lawrence, ce a experimentat acestea pe șoareci. Xenonul a fost prima dată utilizat ca anestezic pentru operații în anul 1951 de către americanul Stuart C. Cullen, ce a operat cu succes două persoane.
Xenonul și celelalte gaze rare au fost catalogate, încă din cele mai vechi timpuri, pe când se puneau bazele chimiei, ca fiind în totalitate inerte din punct de vedere chimic, și se credea că e imposibil ca acestea să formeze vreun compus chimic. Totuși, în timp ce preda la catedra sa de la University of British Columbia, Neil Bartlett a descoperit că gazul numit hexafluorură de platină (PtF6) este un puternic oxidant ce poate oxida oxigenul gazos (O2) pentru a forma dioxigenilul hexafluoroplatinat(O2+[PtF6]–)  Deoarece O2 și xenonul au același potențial de ionizare, Bartlett a realizat că hexafluorura de platină este, de asemenea, aptă să oxideze xenonul. Pe data de 23 martie 1962, acesta a amestecat cele două gaze și a obținut primul compus al unui gaz nobil cunoscut vreodată, hexafluoroplatinatul de xenon. 
Începând de atunci, o multitudine de compuși ai xenonului au fost descoperiți, împreună cu câțiva compuși de argon, krypton și radon, incluzând fluorohidrura de argon (HArF), difluorura de krypton (KrF2) și fluorura de radon (RnF). În 1971, mai mult de 80 de compuși ai xenonului erau deja descoperiți.

## Caracteristici

Animație ce reprezintă aprinderea unui bec cu xenon gazos

Xenonul are număr atomic egal cu 54, asta însemnând că conține 54 de protoni și 54 de electroni. La temperatură și presiune normală, xenonul gazos are densitatea egală cu 5,761 kg·m−3, fiind de aproape 4,5 ori mai mare decât densitatea medie a atmosferei Pământului (1,217 kg·m−3). În stare lichidă, xenonul are o densitate mai mare de 3100 g·ml−1 ( 3100 kg·m−3), cu densitatea maximă în punctul triplu). În aceleași condiții, densitatea xenonului solid este de 3640 g/·cm−3, care este mai mare decât densitatea medie a granitului, de 275 g/cm3.. La presiuni de ordinul gigapascalior, xenonul trece într-o fază metalică.
Fazele cristaline ale xenonului solid depind de presiunea la care se află; structura rețelei cristaline trece, odată cu creșterea presiunii, de la sistemul cubic cu volum centrat la cel hexagonal, iar începând de la presiunea de 140GPa dobândește caracter metalic, urmând ca la 155GPa să devină complet metalic. Când se metalizează, xenonul arată albastru-ciel, fiindcă el absoarbe lumina roșie și transmite alte frecvențe vizibile. Acest comportament este neobișnuit și neîntâlnit la metale și se explică prin lățimea relativ mică a benzilor de electroni în xenonul metalic. 

Xenonul face parte din grupa elementelor cu valența zero, elemente numite generic și gaze inerte sau gaze nobile. Acestea sunt inerte pentru majoritatea reacțiilor chimice (cum ar fi combustia, de exemplu), deoarece electroni de pe stratul de valență sunt în număr de opt. De aceea, xenonul are o configurație foarte stabilă, la fel ca și celelalte gaze, în care electronii de pe stratul de valență sunt strânși legați și nu prea acceptă alte combinații. Totuși, xenonul poate fi oxidat de către compuși oxidanți puternici, și mulți compuși de xenon au putut fi sintetizați astfel.
Într-un tub de gaz, xenonul emite o strălucire de culoarea lavandei în momentul în care este străbătut de curentul electric descărcat. Xenonul emite o bandă de linii de emisie care acoperă spectrul vizibil , dar majoritatea liniilor intense se află în regiunea spectrală a luminii albastre, care produce, în cele din urmă, coloritul respectiv.

## Răspândire și producție
Xenonul este un gaz foarte rar din atmosfera terestră, găsindu-se la 87±1 părți pe milion, sau, în aproximativ o parte la 11,5 milioane , și în gazele emise de unele ape minerale.
Comercial, xenonul se obține ca un produs secundar al separării aerului în oxigen și azot. După această separare, efectuată general prin distilarea fracțională într-o instalație cu coloană dublă, oxigenul lichid obținut va conține cantități mici de xenon și krypton. Dacă se mai reface procedeul de distilare fracțională, oxigenul lichid ar trebui să fie îmbogățit cu 0,1 până la 0,2% amestec de xenon și krypton, care se extrage ori prin absorbția cu gel de silicon, ori prin distilare. În final, amestecul de xenon și krypton se poate separa în cele două gaze prin distilare. Extragerea unui litru de xenon din atmosferă necesită folosirea unui consum de energie de 220 de watt pe oră. Producția mondială de xenon în 1998 a fost estimată la 5000-7000 de m3.
Din cauza rarității sale, xenonul este mult mai scump decât celelalte gaze nobile mai ușoare; prețul aproximativ pentru achiziționarea unei cantități foarte mici de xenon în Europa în 1999 a fost de 10 €/L pentru xenon, 1 €/L pentru krypton și 0.20 €/L pentru neon.

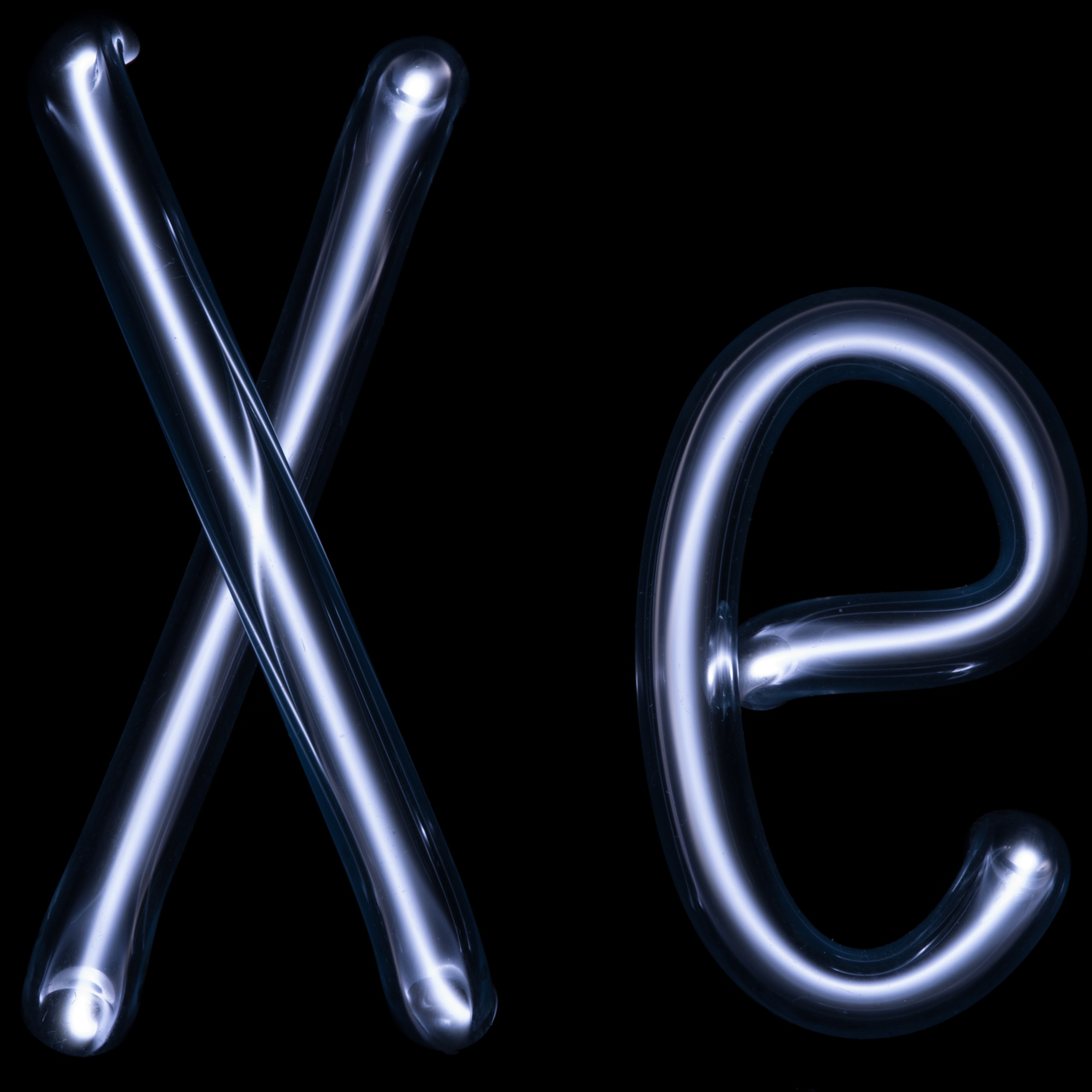
Un exemplu de tub de descărcare umplut cu xenon. Se poate observa culoarea tipică, albă.

În interiorul Sistemului solar, fracțiunea nulceonilor de xenon este de 1 56 × 10−8, pentru o abundență de o parte la 64 de milioane din masa totală. Xenonul este un element relativ rar în atmosfera Soarelui, pe Pământ, în asteroizi și în comete. planeta Jupiter are o neobișnuită abundență de xenon în atmosferă, adică aproximativ de 2,6 ori mai mult decât cantitatea existentă pe Soare. Abundența mare a xenonului rămâne un mit neexplicat, deși unii savanți susțin că ar putea fi cauzată de către ((an early and rapid buildup of planetesimals—small, subplanetary bodies—before the presolar disk began to heat up.(Otherwise, xenon would not have been trapped in the planetesimal ices.)-de tradus!)) Problema abundenței mici a xenonului pe Terra poate fi cauzată de legarea covalentă dintre acesta și oxigen în interiorul mineralului numit cuarț, ce pledează cu reducerea nivelului de xenon gazos din atmosferă.
Spre deosebire de gazele nobile cu masa atomică relativă mai mică, xenonul nu poate fi produs în interiorul stelelor prin intermediul nucleosintezei stelare. Elementele mai grele ca 56Fe au o energie netă care consumă energia solară de fuziune, deci nu se poate ca o stea să creeze în interiorul său xenon. În schimb, xenonul se formează în timpul exploziilor supernovelor , sau de către procesul de capturare al neutronilor de către o gigantă roșie, care au epuizat hidrogenul din nucleu, în timpul exploziilor clasice ale novelor și prin dezintegrarea radioactivă a elementelor ca iodul, uraniul sau plutoniul.

## Izotopii și studiul acestora
Pentru detalii, vezi și Izotopii xenonului
Ocurența naturală a xenonului este întregită de către nouă izotopi stabili; acest fapt cataloghează xenonul ca fiind al doilea element ca număr de izotopi stabili, după staniu, care are zece. Totodată, staniul și xenonul sunt singurele elemente care au mai mult de șapte izotopi stabili și neradioactivi. Izotopii 124Xe, 134Xe și 136Xe se dezintegrează prin intermediul radiațiilor beta, dar oamenii de știință nu au avut ocazia să-i observe îndeaproape, deci sunt considerați a fi stabili. În afara acestor izotopi stabili, xenonul mai are alți 40 de izotopi instabili care au fost studiați. 129Xe este produs prin dezintegrarea beta al lui 129I, ce are un timp de înjumătățire de 16 milioane de ani, în timp ce 131Xe, 133mXe, 133mXe și 135Xe sunt câteva exemple a produsului de fuziune radioactivă a izotopilor de lantanide 235U și 239Pu.
Nucleele a doi izotopi stabili ai xenonului, 129Xe și 131Xe, au momente cinetice intrinseci diferite de zero (spinii nucleari sunt adecvați pentru rezonanța magnetică nucleară). Spinii nucleari ai Xenonului pot fi aliniați dincolo de nivelurile normale de polarizare prin intermediul luminii polarizate circular și a vaporilor de rubidiu. Polarizarea spinilor nucleelor de xenon rezultată poate depăși cu 50% valoarea sa maximă posibilă, depășind cu mult valoarea echilibrului termic rezultată din statisticile măsurătorilor paramagnetice (de obicei 0.001% din valoarea maximă la temperatura camerei, chiar și în cei mai puternici magneți). Astfel de aranjament neechilibrat al spinilor este o condiție temporară, și se numește hiperpolarizare. Procesul de hiperpolarizare a xenonului se numește de obicei pompaj optic (deși procesul este diferit față de energia optică de pompaj).
Datorită faptului că izotopul 129Xe are valoarea spinul nuclear {\displaystyle \scriptstyle \mathrm {\frac {1}{2}} }, prin urmare, are un moment electric cuadrupolar nul, deci nucleul său nu prezintă nicio o formă de interacțiune cu nucleele altor atomi cu care se ciocnește, astfel, hiperpolarizația sa se menține o perioadă de timp îndelungată chiar și după ce acțiunea radiațiilor laser a încetat și vaporii alcalini eliberați se condensează pe suprafețele aflate la temperatura camerei. 
Polarizare de spin a izotopului 129Xe poate dura de la câteva secunde pentru atomii de xenon dizolvați în sânge  la mai multe ore în in faza gazoasa  și de mai multe zile pentru xenonul criogenizat. În schimb, izotopul 131Xe are spinului nuclear de {\displaystyle \scriptstyle \mathrm {\frac {3}{2}} } și un moment electric cuadrupolar nenul, avand un timp de relaxare T1 cuprins în domeniul dintre milisecunde și secunde.
Există izotopi radioactivi ai xenonului, cum ar fi, 133Xe și 135Xe, care sunt produși prin activarea cu neutroni a materialului fisionabil din zona fierbinte al interiorului reactorilor nucleari. 135Xe joacă un rol considerabil în procesul funcționării reactorilor de fisiune nucleară, 135Xe având valoarea secțiunii eficace de absorbție neutronică foarte mare, de circa 2.6×106 barni, se comportă ca un absorbant efectiv de neutroni care încetinește viteza reacției, până la oprirea ei (otrăvirea reacției) după o anumită perioadă de timp. Acest comportament al izotopului a fost descoperit la exploatarea primilor reactori nucleari de producere a plutoniului din cadrul proiectului american Manhattan. Din fericire, proiectanții reactorilor au prevăzut sisteme de rezervă care permiteau creșterea reactivității reactorilor (mărirea fluxului de neutroni de fisiune care induc alte fisiuni in nuclele combustibilului).
Calitatea izotopului 135Xe de a otrăvi reacția în lanț, a avut un rol major în declanșarea avariei reactorului care a condus la accidentului nuclear de la Cernobîl. Oprirea sau scăderea puterii unui reactor nuclear poate cauza acumularea de 135Xe și intrarea reactorului în regim de capcană de iod (gaură de iod). In condiții nefavorabile, concentrații relativ mari de izotopi radioactivi de xenon, pot fi produși, în reactori nucleari ca urmare a eliberării din barele de combustibil fisurate, sau din procesul de fisiune al uraniului în apa de răcire.
Deoarece xenonul este un trasor nuclear pentru doi izotopi părinte, raporul concentrațiilor de izotpi de xenon din compoziția unor meteoriți reprezintă o metodă extrem de utilă pentru studierea istoriei formării Sistemului Solar.Metoda iod-xenon a datării determină timpul scurs de la nucleosinteza stelară și până la condensarea unui obiect solid din nebuloasa solară.
În anul 1960, fizicianul John H. Reynolds a descoperit că anumiți meteoriti posedă o anomalie izotopică sub forma unei supra-abundențe de 129Xe. El a demonstrat că aceasta era produsul dezintegrării radioactive a izotopului 129I . Acest izotop este produs în cantități reduse prin nuclosinteza razelor cosmice și fisiunea nucleară, dar este produs în cantități mari numai la explozia supernovelor. Deoarece timpul de înjumătățire al 129 I este relativ scurt, pe o scară de timp cosmologic, de numai 16 milioane de ani, aceasta demonstrează că timpul scurs între solidificarea meteoritului, respectiv înglobarea izotpului 129 I în masa lui și momentul supernovei este relativ scurt. Acest aspect demonstrează că supernova și condensarea norului de gaz stelar au avut loc în perioada istoriei timpurii a Sistemului Solar. Aceste două evenimente (supernova si condensarea norului de gaze) au avut loc într-o perioadă a istoriei timpurii a Sistemul Solar.

## Compuși
Cu toate concepțiile asupra inactivității chimice a gazelor nobile, în decursul anilor s-au făcut totuși diferite încercări de a le combina cu alte substanțe, dar fără rezultate pozitive. Ipoteza invulnerabilității gazelor nobile a fost însă infirmată prin lucrările lui N. Bartlett, care, în 1962, a reușit să obțină primul compus chimic al xenonului, anume hexalfuoro-platinatul de xenon, {\displaystyle \scriptstyle \mathrm {{Xe[PtF]}_{6}} }, din interacțiunea directă dintre {\displaystyle \scriptstyle \mathrm {Xe} } cu {\displaystyle \scriptstyle \mathrm {PtF_{6}} }. În urma acestei descoperiri, diferite colective de cercetători au preparat și alți compuși de xenon, reacțiile chimice ale acestui element înregistrând o rapidă dezvoltare. Xenonul reacționează direct numai cu fluorul. La ora actuală compușii xenonului se pot grupa în principal în patru categorii: halogenuri, oxizi și oxi-halogenuri, acizi, alți compuși. O categorie specială o reprezintă clatrații și excimerii la care participă atomi de xenon.

### Halogenuri

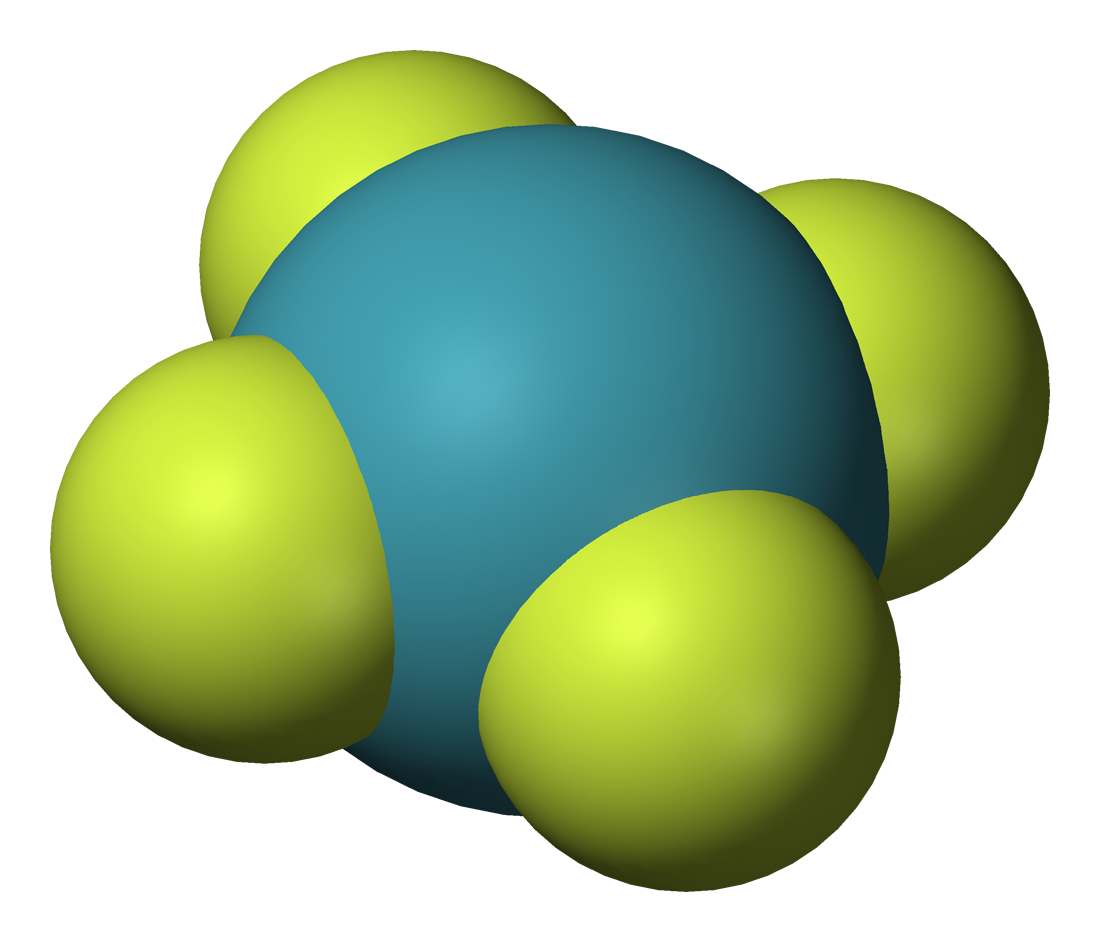
Model tridimensional a tetrafluorurii de xenon

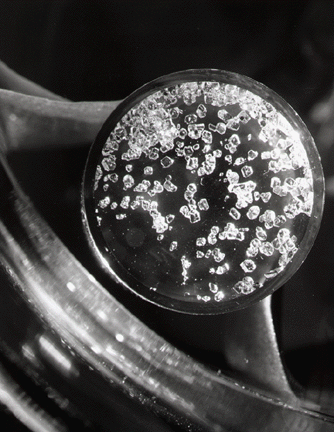
Tetrafluorură de xenon cristalizată

Sunt cunoscute trei fluoruri ale xenonului: {\displaystyle \scriptstyle \mathrm {XeF_{2}} }, {\displaystyle \scriptstyle \mathrm {XeF_{4}} }, și {\displaystyle \scriptstyle \mathrm {XeF_{6}} }. Fluorurile xenonului au fost și sunt punctul de pornire pentru sintetizarea unor noi compuși ai xenonului. Sunt substanțe volatile, care sublimează ușor la temperatura camerei. Ele pot fi păstrate în recipiente de nichel sau metal Monel, cu precauții speciale în cazul tetra- și hexafloururii de xenon, care sunt deosebit de sensibile la hidroliză.Fluorurile de xenon se comportă atât ca acceptor de fluor, dar și ca donor de fluor, fârmând săruri care conțin cationi ca {\displaystyle \scriptstyle \mathrm {{XeF}^{(+)}} } și {\displaystyle \scriptstyle \mathrm {{Xe_{2}F_{3}}^{(+)}} }, și anioni ca {\displaystyle \scriptstyle \mathrm {{XeF_{5}}^{-}} }, {\displaystyle \scriptstyle \mathrm {{XeF_{7}}^{(-)}} } și {\displaystyle \scriptstyle \mathrm {{XeF_{8}}^{(-2)}} } (ce sunt formate prin reducerea {\displaystyle \scriptstyle \mathrm {XeF_{2}} } cu xenon gazos).
De asemenea, {\displaystyle \scriptstyle \mathrm {XeF_{2}} } este capabil să formeze combinații complexe cu ionii metalelor tranziționale; mai mult de 30 de astfel de compuși au fost sintetizați și caracterizați.
Difluorura de xenon, {\displaystyle \scriptstyle \mathrm {XeF_{2}} }, este o substanță solidă cristalină incoloră, cu punct de topire la 129 C, solubilă în apă, un compus ce se formează prin expunerea la lumina UV (ultravioletă) a unui amestec format din cele două gaze: xenon și fluor la presiune înaltă. Se mai poate sintetiza prin acțiunea xenonului cu {\displaystyle \scriptstyle \mathrm {O_{2}F_{2}} } la temperatura de -118 C. Prin expunerea îndelungată la înaltă temperatură a {\displaystyle \scriptstyle \mathrm {XeF_{2}} } în prezența {\displaystyle \scriptstyle \mathrm {NiF_{2}} } (fluorură de nichel) cu rol de catalizator, se obține {\displaystyle \scriptstyle \mathrm {XeF_{6}} } , iar prin piroliza {\displaystyle \scriptstyle \mathrm {XeF_{6}} } în prezența fluorurii de sodiu ({\displaystyle \scriptstyle \mathrm {NaF} }) se obține {\displaystyle \scriptstyle \mathrm {XeF_{4}} } de înaltă puritate.
Difluorura de xenon hidrolizează slab în mediu acid slab și puternic în soluție bazică:
{\displaystyle \mathrm {XeF_{2}+2OH^{(-)}\rightarrow Xe+{\frac {1}{2}}O_{2}+2F^{(-)}+H_{2}O} }

Soluțiile de diflourură de xenon au putere oxidantă, de exemplu pot oxida acidul clorhidric la {\displaystyle \scriptstyle \mathrm {Cl_{2}} }:
{\displaystyle \mathrm {XeF_{2}(aq)+2H^{(+)}+e\rightarrow Xe+2HF(aq)} }
Difluorura de xenon este și un agent de fluorurare pentru unii compuși organici, de exemplu benzenul, în soluție sau fază de vapori, poate fi trecut în fluorobenzen, {\displaystyle \scriptstyle \mathrm {C_{6}H_{5}F} }
Structura moleculei de difluorură de xenon este liniară, cu distanța {\displaystyle \scriptstyle \mathrm {F-Xe} } de 0,20 nm. Legăturile sunt formate din orbitalul atomic {\displaystyle \scriptstyle \mathrm {5p(\sigma )} } al atomului de xenon și din orbitalii {\displaystyle \scriptstyle \mathrm {2p(\sigma )} } ai celor doi atomi de fluor. Trei orbitali, cu câte o pereche de electroni neparticipanți, sunt așezați într-un plan ce trece prin atomul de {\displaystyle \scriptstyle \mathrm {Xe} } și în unghiuri drepte față de linia {\displaystyle \scriptstyle \mathrm {F-Xe-F} }. Stabilitatea moleculei este datorită electronegativității ridicate a fluorului și energiei de ionizare scăzute a xenonului. Compusul are un caracter ionic.
Tetrafluorura de xenon, {\displaystyle \scriptstyle \mathrm {XeF_{4}} }, se obține prin încălzirea unui amestec 1:5 de xenon și fluor gazos, într-un vas de nichel, la temperatura de 400 C și presiunea de circa 6 atmosfere, timp de câteva ore. Este o substanță solidă cristalină și incoloră cu punctul de topire la 117 C. Tetrafluorura de xenon hidrolizează ușor cu formare de {\displaystyle \scriptstyle \mathrm {XeO_{3}} } în soluție. Cu hidrogen dă {\displaystyle \scriptstyle \mathrm {Xe} } și {\displaystyle \scriptstyle \mathrm {HF} } (acid fluorhidric), iar cu fluor, sub presiune, trece în {\displaystyle \scriptstyle \mathrm {XeF_{6}} }.
Tetrafluorura de xenon este un bun agent de fluorurare pentru arene, ca de exemplu toluen.
Structura tetrafluorurii de xenon este pătrată la care legătura {\displaystyle \scriptstyle \mathrm {F-Xe} } este de 0,195 nm. La formarea legăturilor intervin doi orbitali atomici {\displaystyle \scriptstyle \mathrm {5p(\sigma )} } ai xenonului. Doi orbitali, cu câte o pereche de electroni neparticipanți, se găsesc deasupra și dedesubtul atomului de xenon.
Hexafluorura de xenon, {\displaystyle \scriptstyle \mathrm {XeF_{6}} }, se prepară la temperaturi peste 250 C și presiune mai ridicată decât 50 atmosfere. Este o substanță cristalină și incoloră, cu punctul de topire la 49,6 C, care la încălzire trece într-un lichid galben și vapori. Reacționează ușor cu cuarțul formând oxifluoruri de xenon și tetrafluorură de siliciu:
{\displaystyle \mathrm {2XeF_{6}+SiO_{2}\rightarrow 2XeO_{4}+SiF_{4}} }
Hexafluorura de xenon are o remarcabilă capacitate de hidroliză.
Structura moleculei de hexafluorură de xenon este octaedrică distorsată. Legătura {\displaystyle \scriptstyle \mathrm {F-Xe} } este de 0.190 nm. La formarea legăturilor intervin cei trei orbitali atomici {\displaystyle \scriptstyle \mathrm {5p(\sigma )} } ai xenonului și orbitalii {\displaystyle \scriptstyle \mathrm {2p(\sigma )} } ai atomului de fluor. Rămâne un orbital cu o pereche de electroni neparticipanți la xenon.
Hexafluorura de xenon poate forma fluoruri duble, ca de exemplu {\displaystyle \scriptstyle \mathrm {CsXeF_{7}} } și {\displaystyle \scriptstyle \mathrm {RbXeF_{7}} }. Cu {\displaystyle \scriptstyle \mathrm {KF} } și {\displaystyle \scriptstyle \mathrm {NaF} } formează octafluoroxenații {\displaystyle \scriptstyle \mathrm {K_{2}XeF_{8}} } și {\displaystyle \scriptstyle \mathrm {Na_{2}XeF_{8}} }. De asemenea se cunoaște aductul {\displaystyle \scriptstyle \mathrm {XeF_{6}NO_{2}F} }.
Întrucât fluorurile de xenon sunt bine caracterizate, alți compuși halogenați nu sunt cunoscuți, momentan. Însă, singura excepție este diclorura de xenon, {\displaystyle \scriptstyle \mathrm {XeCl_{2}} }. Se cunoaște despre diclorura de xenon că este o substanță endotermă, colorată și cristalizată, ce se descompune în elementele componente la 80°C; aceasta se formează prin iradierea la înaltă frecvență a unui amestec de xenon, fluor, siliciu și tetraclorură de carbon ({\displaystyle \scriptstyle \mathrm {CCl_{3}} }). Cu toate acestea, în lumea științifică există îndoieli dacă {\displaystyle \scriptstyle \mathrm {XeCl_{2}} } este un compus real sau este doar un complex van der Waals format din molecula de {\displaystyle \scriptstyle \mathrm {Cl_{2}} } legat slab de atomul de {\displaystyle \scriptstyle \mathrm {Xe} }.
Asemena argonului și kriptonului, xenonul poate forma cu apa, la temperaturi joase și presiuni înalte, produse de adiție, de exemplu {\displaystyle \scriptstyle \mathrm {Xe_{5}7H_{2}O} }. Acești hidrați cristalini se descompun imediat la încălzire sau la micșorarea presiunii. Studii structurale, au arătat că în hidrați, atomii de xenon sunt incluse în spațiile interstițiale formate de moleculele de apă asociate între ele prin legături de hidrogen, adică formează clatrați.

### Oxizi și oxi-halogenuri
În prezent, se cunosc trei oxizi ai xenonului: trioxidul de xenon ({\displaystyle \scriptstyle \mathrm {XeO_{3}} }), tetroxidul de xenon ({\displaystyle \scriptstyle \mathrm {XeO_{4}} }) și dioxidul de xenon ({\displaystyle \scriptstyle \mathrm {XeO_{2}} }). Primii doi oxizi sunt niște explozibili foarte puternici și agenți oxidanți la fel de puternici, iar ultimul, dioxidul de xenon, reportat doar în 2011, are numărul de coordinare egal cu patru.
Cationi de {\displaystyle \scriptstyle \mathrm {{XeOO}^{(-)}} } au fost găsiți în linia spectroscopică a argonului solid.
Trioxidul de xenon. În ciuda oxizilor pe care îi poate forma, xenonul nu reacționează în mod direct cu oxigenul. Trioxidul de xenon poate fi format prin hidroliza tetra- și hexafluorurii de xenon, {\displaystyle \scriptstyle \mathrm {XeF_{4}} } respectiv {\displaystyle \scriptstyle \mathrm {XeF_{6}} }, descriși mai sus, după reacțiile:
{\displaystyle \mathrm {3XeF_{4}+6H_{2}O\rightarrow XeO_{3}+{\frac {1}{2}}O_{2}+12HF} }

{\displaystyle \mathrm {XeF_{6}+3H_{2}O\rightarrow XeO_{3}+6HF} }

Din soluțiile apoase se obține, prin evaporare, {\displaystyle \scriptstyle \mathrm {XO_{3}} }. Este o substanță cristalină de culoare albă, delicvescentă și foarte explozivă. structura lui este piramidală trigonală. Trioxidul de xenon {\displaystyle \scriptstyle \mathrm {XeO_{3}} } este un acid slab, ce se poate dizolva în alcali pentru a forma săruri instabile ale xenonului, ce conțin anionul HXeO4−. Aceste săruri instabile se disproporționează foarte ușor în xenon gazos și în perxenați, ce conțin anionul XeO64−  În apă se găsește sub formă de molecule de XO3, dar în soluții bazice se produce echilibrul:
Trioxidul de xenon este redus de iod la xenon prin reacția:
{\displaystyle \mathrm {XeO_{3}+6H^{+}+9I^{-}\rightarrow Xe+3{H_{2}O}+3I^{-}} }

Perxenatul  Este un compus de Xe(VIII) care se obține prin disproporționarea xanatului acid ( H Xe O4 - ) după reacția:
{\displaystyle \mathrm {2HXe{O_{4}}^{-}+2{OH}^{-}\rightarrow Xe{O_{6}}^{-4}} +Xe+O_{2}+H_{2}O}

Soluțiile de perxenați, de culoare galbenă, sunt buni agenți de oxidare. Din asemenea soluții se pot prepara, prin precipitare, perxenați stabili, cum sunt Na4XeO6 8H2O, NaXeO66H2O, BaXeO61,5H2O. Soluțiile de perxenați alcalini hidrolizează. Ionul de perxanat, XeO6-4 , are structură octaedrică, cu distanța Xe-O de 0,18 nanometri.
Tetraoxid de xenon Prin tratarea perxenatului de bariu cu acid sulfuric concentrat se obține tetraoxid de xenon, un compus gazos, sulfat de bariu (un precipitat important ce ajută la descoperirea ionului sulfat) și apă, după reacția:
{\displaystyle \mathrm {Ba_{2}XeO_{6}+2H_{2}SO_{4}\rightarrow 2BaSO_{4}\downarrow +2H_{2}O+XeO_{4}} }
Pentru a preveni descompunerea, tetraoxidul de xenon este colectat rapid și criogenizat, pentru a se transforma într-un solid galben-pal, din cauza faptului că el explodează la o temperatură de -35,9°C, formând oxigen gazos și xenon.
Se cunosc un număr mare de oxi-halogenuri ai xenonului, printre care se numără XeOF2, XeOF4, XeO2F2 și XeO3F2. Oxi-fluorura de xenon, XeOF2, este formată prin reacția dintre OF2 și xenonul gazos la temperaturi scăzute. Se mai poate obține, de asemenea, prin hidroliza parțială a XeF4. Compusul respectiv se disproporționează la -20 °C în XeF2 și XeO2F2. XeO4 se poate obține prin hidroliza parțială a XeF6 , sau prin reacția dintre XeF6 cu perxenatul de sodiu, NaXeO6. Reacția cea din urmă produce și o mică cantitate de XeO3F2. XeOF4 reacționează cu {\displaystyle \mathrm {CsF} } (fluorura de cesiu) pentru a forma anionul XeOF5-., în timp ce XeOF3 reacționează cu fluorurile metalelor alcaline {\displaystyle \scriptstyle \mathrm {KF} }, {\displaystyle \scriptstyle \mathrm {RbF} } și {\displaystyle \scriptstyle \mathrm {CsF} }, pentru a forma anionul {\displaystyle \scriptstyle \mathrm {{XeOF_{4}}^{(-)}} } 
Capacitatea gazelor nobile de a forma combinații chimice cu alți atomi este însă limitată, la ora actuală se cunosc compuși ai Kr, Xe și Rn și numai legăturile cu fluor și oxigen sunt stabile.

### Alți compuși
Recent, a început să apară un anumit interes în studierea compușilor xenonului, în care atomul de xenon este legat în mod direct de un element cu o electronegativitate mai scăzută decât cea a fluorului sau a oxigenului, sau mai scăzută chiar și față de cea carbonului. ((Electron-withdrawing groups, such as groups with fluorine substitution, are necessary to stabilize these compounds.-de tradus)). Numeroși compuși au fost caracterizați, ca de exemplu:
- C6F5–Xe+–N≡C–CH3, unde C6F5 este grupul pentafluorofenil;
- [C6F5]2Xe;
- C6F5–Xe–X, unde X poate fi CN, fluor sau clor;
- R–C≡C–Xe+, unde R este C2F5- sau butil;
- C6F5–XeF2+
- (C6F5Xe)2Cl+

Alți compuși ce conțin atomi de xenon legați la un element electronegativ includ F–Xe–N(SO2F)2 și F–Xe–BF2. Ultimul este sintetizat de la tetrafluoroboratul dioxigenil, O2BF4, la -100 de grade Celsius.
Un neobișnuit ion de xenon este cationul tetraxenonoauratul, AuXe42+, ce conține legături atomice dintre xenon și aur (Xe-Au). Ionul poate fi găsit în compusul AuXe4(Sb2F11)2, și este remarcabil pentru legăturile atomice directe dintre doi atomi notoriu inerți (xenonul și aurul); în acest caz, xenonul acționează ca un ligand pentru metalele de tranziție.
În 1995, M. Räsänen și colegii săi, oameni de știință la Universitatea din Helsinki (din Finlanda), au anunțat prepararea unor noi compuși ai xenonului, dihidrura de xenon (XeH2) și, mai târziu, hidroxidul hidrurii de xenon (HXeOH), hidroxenonacetilena (HXeCCH) și mulți alții. În 2008, Khriachtchev și restul colegilor săi au raportat finalizarea preparării compusului HXeOXeH, prin fotoliza apei în prezența unei matrice criogenice de xenon.

### Acizi

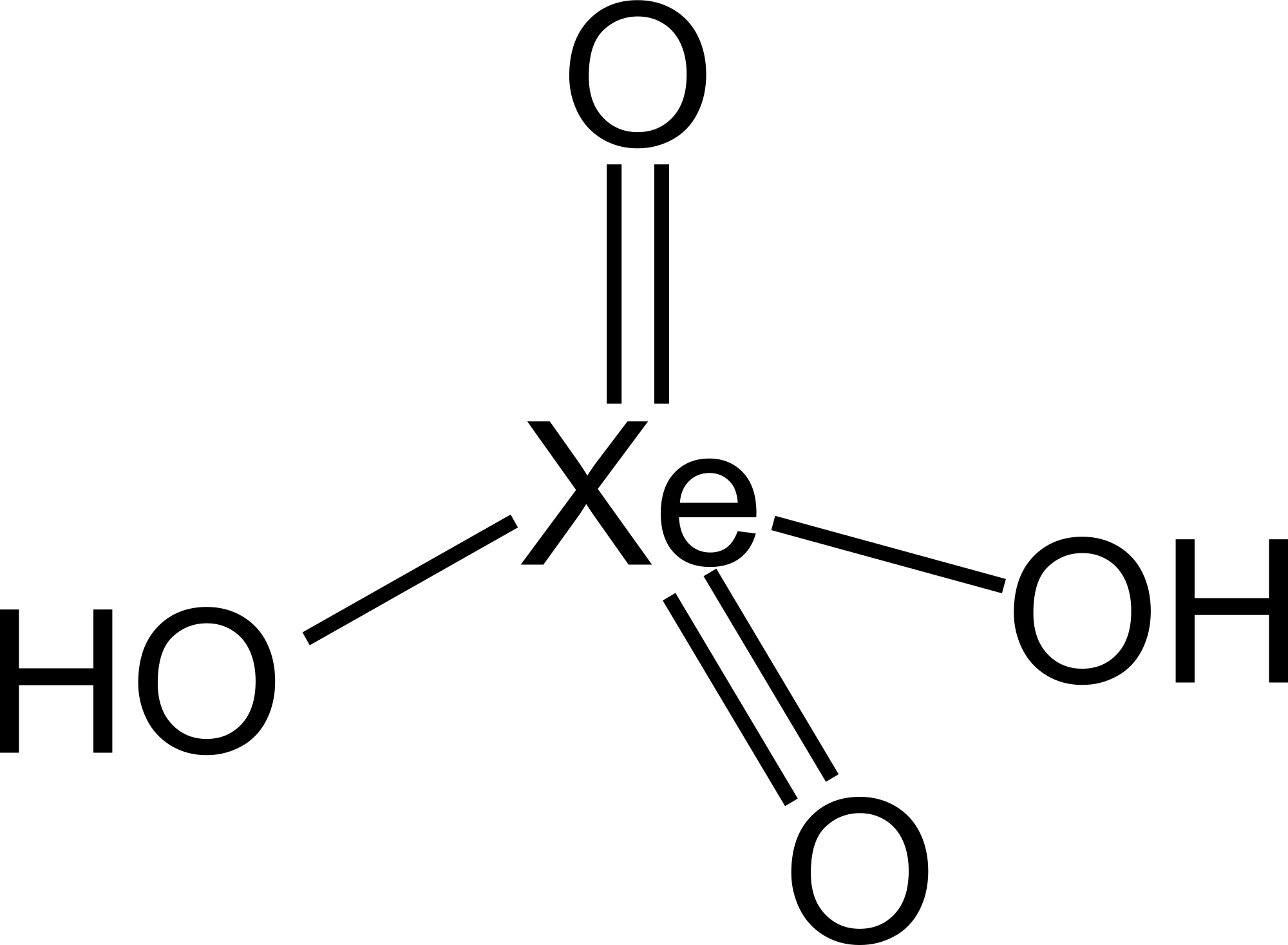
Structura acidului xenic

Se cunoaște un singur acid al xenonului, anume acidul xenic(H2XeO4).

### Clatrați și excimeri
În plus, față de compușii formați de xenon între care există o legătură chimică, xenonul poate forma și substanțe cum ar fi clatrații, în care atomi de xenon sunt legați de structura cristalină a altui compus. Un exemplu este xenonul hidratat, Xe·5,75 H2O, unde atomii de xenon ocupă locurile libere din structura cristalină a apei de cristalizare. Acest compus are un punct de topire de 24 °Celsius.
Xenonul mai poate forma compuși fulerenici endoedrali, unde atomii de xenon sunt prinși în interiorul moleculei de fulerene. Atomii de xenon prinși în interiorul fulerenei pot fi monitorizați prin rezonanța magnetică nucleară (NMR, în engleză) a spectrului izotopului 129Xe. Utilizând această tehnică, reacțiile chimice ale moleculei de fulerene pot fi analizate, datorită sensibilității schimbării chimice a atomului de xenon din această împrejurare. Totuși, atomul de xenon poate avea o influență electronică asupra reactivității fulerenei.
Din cauza faptului că atomii de xenon au cel mai mic status de energie, aceștia se resping unii pe alții și nu pot forma o legătură moleculară, așa cum găsim, de altfel, la oxigen sau la brom (O2 și Br2). Totuși, când atomii de xenon devin energizați, ei pot forma excimeri (dimeri excitați) , până când electronii se reîntorc la statutul de energie slab. Această entitate se formează deoarece atomii de xenon tind să umple ultimul strat electronic, și pot face acest lucru prin adăugarea unui electron dintr-un atom vecin de xenon. Timpul tipic de viață al unui excimer de xenon este de 1-5 nanosecunde, iar dezintegrarea sa eliberează fotoni cu o lungime de undă de aproximativ 150 și 173 nm. Xenonul poate forma, de asemenea, excimeri cu alte elemente, cu halogeni, de exemplu: brom, clor și flor.

## Utilizări
În ciuda faptelor că este un gaz rar, greu și scump de extras din atmosfera terestră, xenonul are un număr larg de aplicații și utilizări în viața omului;

### Iluminare și optică

#### Lămpile de descărcare cu gaz

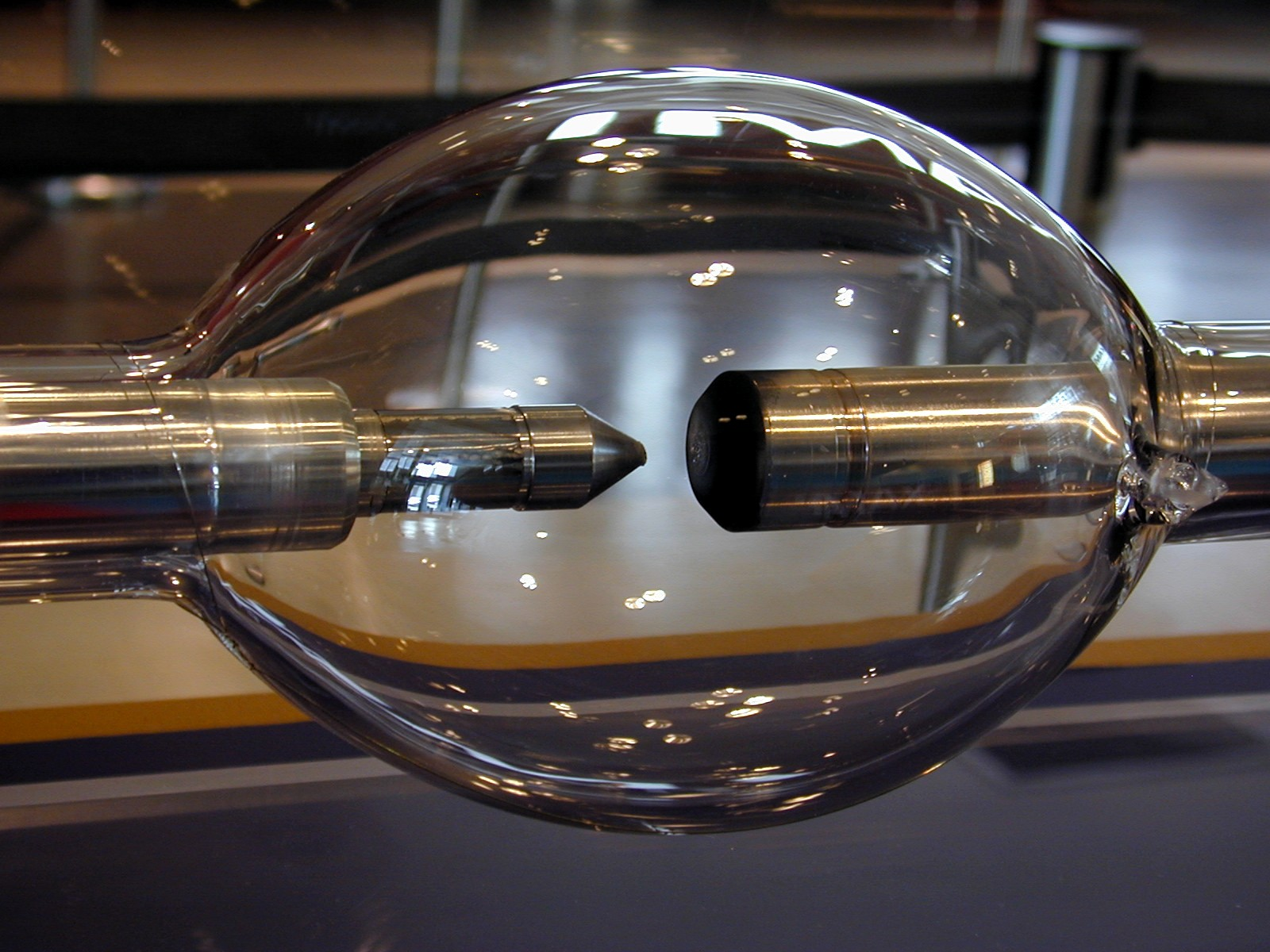
Fotografie reprezentând o lampă de descărcare umplută cu xenon

Xenonul este utilizat, în primul rând, la dispozitivele emițătoare de lumină sau lămpi numite lămpi de xenon, ce sunt utilizate în blițurile fotografice și în lămpile stroboscopice.
Primul laser solid, inventat în 1960, a fost umplut cu lămpi de xenon.
În continuare, lămpile cu descărcare electrică umplute cu xenon (short-arc xenon lamps) au culoarea asemănătoare cu cea a soarelui la amiază, prin urmare, sunt utilizate în simulatoarele solare. Acest lucru înseamnă că, cromaticitatea acestor lămpi aproximează căldura unui radiator black body (radiator corp negru), ce are o temperatură apropiată cu cea existentă pe Soare. După ce acest tip de lampă a fost introdus pe piață în anii 1940 în proiectoarele filmelor, acestea au început să înlocuiască, ca utilizare în același domeniu, lămpile de descărcare electrică cu carbon, care avea defectul că nu erau de lungă-durată, și trebuiau înlocuite adesea. După cum am zis, aceste lămpi cu xenon sunt folosite la filme tipice de 35mm, în sistemele de proiectare pentru filme IMAX, în farurile auto HID și în alte tipuri de lanterne de specialitate. Aceste lămpi cu descărcare sunt niște surse excelente de radiații ultraviolete de lungime scurtă, având emisii intense de raze asemănătoare celor infra-roșii, ce sunt utilizate în sistemele ce produc vizibilitate noaptea.
Celulele individuale dintr-un televizor cu plasmă sunt alcătuite dintr-un amestec de neon și xenon, amestec care este transformat în plasmă folosind electrozi. Interacțiunea dintre plasma creată și electrozi generează fotoni cu raze ultraviolete, care aprinde stratul de fosfor din partea din față a ecranului.
Xenonul mai este utilizat ca starter de gaz în lămpile de mare presiune cu sodiu. Acesta are cea mai mică conductivitate termală și cel mai mic potențial de ionizare dintre toate gazele nobile neradioactive. Ca gaz nobil, xenonul nu reacționează în timpul iluminării cu substanțele aflate în lampă. Conductivitatea termală mică minimalizează pierderile de căldură din lampă pe durata stării operaționale, iar potențialul mic de ionizare are drept consecință un nivel scăzut pentru tensiunea disruptivă în starea rece, ceea ce permite lămpii să fie pornită mai ușor.

#### Lasere
În 1962, un grup de cercetători științifici de la Laboratoarele Bell au descoperit acțiunea pozitivă a xenonului în lasere , iar, mai târziu, au descoperit faptul că sporul laserului era îmbunătățit de o mică cantitate de heliu adăugată amestecului. Primul laser cu excimer folosea un dimer de xenon (Xe2) stimulat de un grupaj de electroni ce produc o emisie stimulată a unor raze ultraviolete de lungime de undă de 176 nm. Clorura de xenon și fluorura de xenon au fost folosite, de asemenea, în lasere cu excimeri (sau, mai actual, în lasere cu exciplex). Laserele cu excimeri conținători de clorură de xenon au fost întrebuințați, de exemplu, în dermatologie.

### Utilizări medicale

#### Anestezie
Xenonul a fost utilizat ca un anestezic general. În ciuda faptelor că sunt scumpe, dispozitivele de anestezie ce utilizează xenon sunt pe cale să apară pe piața europeană, datorită avantajului său: xenonul din acestea poate fi reciclat și recuperat. Acest fapt face acest aparat economic.
Două mecanisme fiziologice pentru anestezia cu xenon au fost propuse. Primul dintre aceste mecanisme implică inhibiția calciu-ATPazei membranare -mecanism utilizat pentru a îndepărta calciul din membrana celulară a sinapselor. Al doilea mecanism se bazează pe interacțiunea nespecifică dintre anestezic și membrana lipidelor.
Xenonul are o concentrație alveolară minimă de 72% la 40 de ani, fiind cu 44% mai bun decât N2 ca anestezic. Acesta poate fi folosit în concentrații cu oxigen pentru a avea un risc redus de hipoxie. În ciuda oxidului nitros, xenonul nu este un gaz verzui și este văzut de către ecologiști ca fiind un iubitor al naturii (adică nu dăunează naturii și nu prezintă un pericol pentru acesta). Odată ajuns în atmosferă, xenonul se întoarce de la sursa sa de pe Pământ, fiind mai greu decât aerul, deci nu are niciun impact natural negativ.

#### Protector neurologic
Xenonul își găsește aplicații în tratarea leziunilor la creier. Însă, acest receptor agravează dauna creată de privarea de oxigen și este folosit mai degrabă ca un protector neurologic, fiind mai bun decât ketamina sau oxidul nitros N2, care pot surveni cu efecte secundare nedorite. Xenonul gazos a fost folosit ca ingredient în amestecul folosit la ventilarea nou-născuților de la Spitalul St. Michael din Bristol, Anglia, dar experimentul a fost compromis pe moment, urmând să fie finalizat cu succes. Tratamentul se face concomitent cu răcirea temperaturii corpului până la 33,5 °C.

#### Imagistică
Emisiile gama ale radioizotopului 133Xe poate fi utilizat pentru a vedea inima, plămânii și creierul. Totodată, radioizotopul respectiv poate fi folosit pentru a măsura fluxul sanguin.
129Xe este un agent de contrast folositor pentru MRI (imagistica cu rezonanță magnetică). În faza gazoasă, acesta poate fi utilizat pentru a vedea spații goale din interiorul unui corp (cum ar fi un eșantion poros sau alveole în plămâni).

#### Rezonanța nucleară magnetică
Xenonul hiperbolizat poate fi utilizat de către chimiștii de suprafață. În mod normal, este dificil să caracterizezi suprafețe folosind rezonanța nucleară magnetică, deoarece semnalele de la suprafața unui eșantion pot fi ajunse de către semnalele venite de la nucleele atâtor atomi, de pe toată suprafață. Totuși, spinul nuclear de pe suprafața solidă poate fi polarizată selectiv, transferând polarizarea spinului la el de la xenonul gazos hiperpolarizat. Acest fapt face ca semnalele de suprafață să fie destul de puternice pentru a putea fi măsurate, și le distinge de semnalele de pe suprafață.

#### Alte utilizări

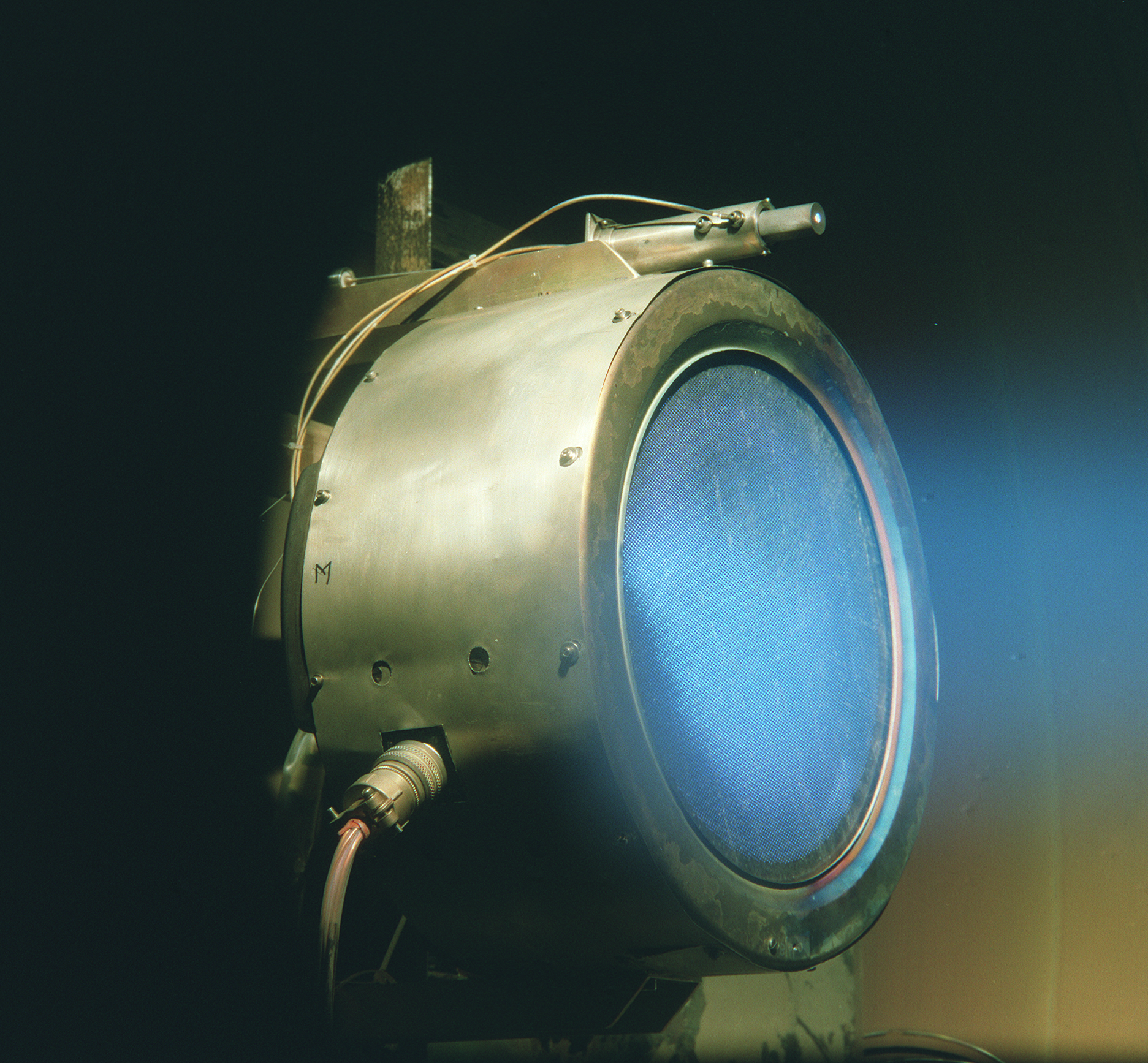
Un prototip a unui motor cu ioni de xenon testat de NASA

În aplicațiile ce vizează folosirea energiei nucleare, xenonul este utilizat în camerele cu bule, probe, precum și în cadrul altor aplicații unde natura inertă și masa moleculară mare este preferată. În urma testelor armelor nucleare, rezultă emisii radioactive de xenon-133 și xenon-135, iar detecția acestor izotopi este aplicată în monitorizarea stabilită de tratatele ce interzic testele nucleare, precum și confirmarea unor teste nucleare (de exemplu, Coreea de Nord).
Xenonul lichid a început să fie utilizat în calorimetre, pentru a măsura razele gama precum și ca medium în detectarea interacționării ipotetice slabe între particulele masive.

## Hazard
Mulți compuși ce conțin xenon și oxigen sunt toxici datorită proprietăților oxidante foarte puternice și explozive datorită tendinței lor de a se descompune în xenon gazos și molecula diatomică a oxigenului, O2, ce conține legături chimice mult mai puternice decât legăturile moleculare ale compușilor xenonului.
Xenonul gazos poate fi ținut în siguranță în recipiente sigilate de sticlă sau metal la temperatura camerei și la presiune standard. Totuși, acesta dizolvă rapid în multe materiale plastice și în cauciuc, și va scăpa cu siguranță din recipiente fabricate din aceste materiale. Xenonul nu este un gaz toxic, dar, ajungând în sângele uman, poate provoca o anestezie; în mari concentrații, inhalarea xenonului poate provoca chiar și o anestezie asemănătoare cu cea creată la operațiile medicale.
Viteza de propagare a sunetului în xenonul gazos este de 169 m/s, adică cu mult mai mică decât cea a aerului  , datorită vitezei medii mai mică a atomilor de xenon, în timp ce viteza atomilor de azot sau oxigen este mai mare. Prin urmare, xenonul scade rezonant frecvența tractului vocal în momentul inhalării. Acest fapt produce un timbru vocal scăzut caracteristic, adică efectul invers provocat în timpul inhalării unei cantități de heliu. Însă, ca și heliul, xenonul nu satisface nevoia de oxigen a unei vietăți. Xenonul este atât un asfixiant simplu, cât și un anestezic mai puternic decât oxidul nitros. În concluzie, multe universități nu mai admit ca demonstrație chimică inhalarea unei cantități de xenon, ce produce acest timbru vocal amuzant. În timp ce xenonul rămâne un gaz scump, hexafluorura de sulf, un compus gazos ce este similar ca masă moleculară cu masa xenonului (146 și 131), este utilizată în general în aceste demonstrații.
Acești compuși grei și gazoși pot fi folosiți, însă, ca demonstrații, dar amestecul inhalat trebuie să conțină cel puțin 20% oxigen. Însă, xenonul 80% combinat cu oxigenul 20% în amestec și inhalat poate produce rapid inconștiența și în general anestezia (despre care s-a discutat mai sus). Și totuși, acest fapt poate fi evitat; prin respirația amestecului de gaze foarte rapid, gazele grele nu rămân în partea inferioară a plămânilor, eliminându-se împreună cu oxigenul.
În cazul inhalării cu alt gaz greu a xenonului, apare un alt fenomen foarte periculos:individul ce a respirat amestecul devie inconștient pe loc. În ciuda acestor fapte îngrijorătoare, xenonul este foarte rar utilizat în cantități suficient de mari pentru a fi periculos, deși există riscul ca în orice moment, un recipient sau rezervor plin cu xenon se poate sparge și, dacă este păstrat într-un loc neventilat, poate afecta lumea din jur.